# Phoenix Rising FC
El Phoenix Rising (antes Arizona United) es un equipo de fútbol de los Estados Unidos que milita en la USL Championship, la segunda liga de fútbol más importante del país.

## Historia
Fue fundado el 13 de marzo del año 2014 en Peoria, Arizona por Kyle Eng, propietario del Arrowhead Advertising, quien tomó el lugar del Phoenix FC, el cual desapareció el día anterior.
Su primer partido lo jugaron ante el Oklahoma City Energy FC, el cual perdieron 0-4 el 12 de abril del 2014 y su primer triunfo fue 7 días después ante el Sacramento Republic 2-1, partido en el que Brandon Swartzendruber anotó el primer gol del club.
En solo 178 días, el club fue admitido en la USL Professional Division (actual USL Championship), donde jugaron 28 partidos de la temporada regular y alcanzaron la cuarta ronda de la US Open Cup, donde fueron eliminados por el LA Galaxy de la MLS 1-2.
El 31 de agosto de 2016, fundador del equipo Kyle Eng vendió su participación mayoritaria a un grupo inversor liderado por Berke Bakay, Presidente y CEO de Kona Grill , y David Farca, CEO de International Business Group. Farca fue nombrado presidente del equipo. A continuación, renunció el 22 de noviembre de 2016 después de solo tres meses.
El club tiene previsto dar inicio a la temporada de 2017 con el nuevo estadio de Phoenix Complejo FC de fútbol, un centro de entrenamiento y el estadio específico de fútbol que se construirá en Scottsdale.

## Estadio
Phoenix Rising FC jugó en el Peoria Sports Complex en la temporada 2014 y en la temporada 2016. En el 2015 jugaron en el Scottsdale Stadium. En el 2017, se construye un nuevo estadio dedicado únicamente a fútbol, el Phoenix Rising FC Soccer Complex, completándose su construcción justo a tiempo para la temporada del mismo año.

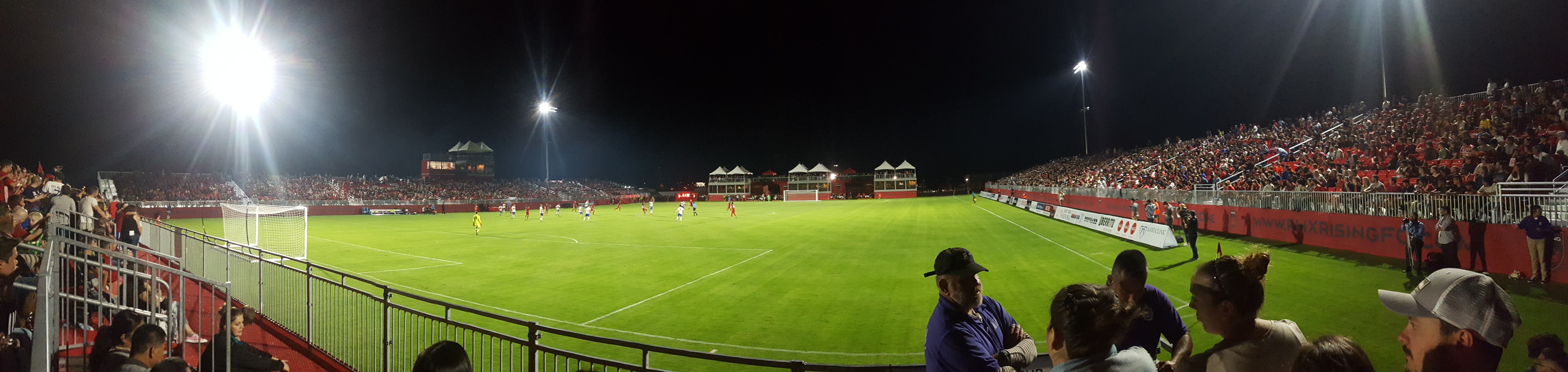
Partido inaugural en el Phoenix Rising FC Soccer Complex, el 25 de marzo de 2017 entre Toronto FC II y Phoenix Rising FC.

En 2021, el club inauguró el nuevo Wild Horse Pass Stadium, ubicado en Chandler en el territorio de la Gila River Indian Community (comunidad Americanos Nativos del río Gila).